# Promontory (Utah)
Promontory es un lugar en el condado de Box Elder, Utah, en los Estados Unidos, situado a una altitud de 1494 m. Está a 51 km al oeste de Brigham City y 107 km al noroeste de Salt Lake City, al norte del Gran Lago Salado.
La cima de Promontory (Promontory Summit, en inglés) es famosa como el lugar donde el primer ferrocarril transcontinental de Estados Unidos fue completado oficialmente el 10 de mayo de 1869, con la ceremonia de colocación del «Golden Spike» ("Clavo de Oro"), uniendo las líneas de ferrocarril construidas por la Union Pacific y la Central Pacific. Promontory era la localización de una ciudad temporal durante y poco después de la construcción del ferrocarril, pero fue desmantelada posteriormente, y desde entonces Promontory no ha tenido ninguna población permanente. Desde 1957 ha sido conservada como parte del Lugar Histórico Nacional denominado Golden Spike National.
La historia establece que las líneas férreas que se construían, una en dirección este y la otra en dirección oeste, se unieron en esta posición el 10 de mayo de 1869. Sin embargo, la unión final de ambas costas quedó pendiente de completarse realmente. Cerca de la actual ciudad de Lathrop, California, el puente Mossdale Crossing tuvo que ser construido para atravesar el río San Joaquín. El puente levadizo vertical no fue completado hasta septiembre de 1869, momento en el cual la unión real de ambas costas fue completa. Hoy el Mossdale Crossing es un parque del condado y el lugar es un Sitio Histórico de California, señalado con una placa situada en las coordenadas N 37° 47.242 O 121° 18.305.

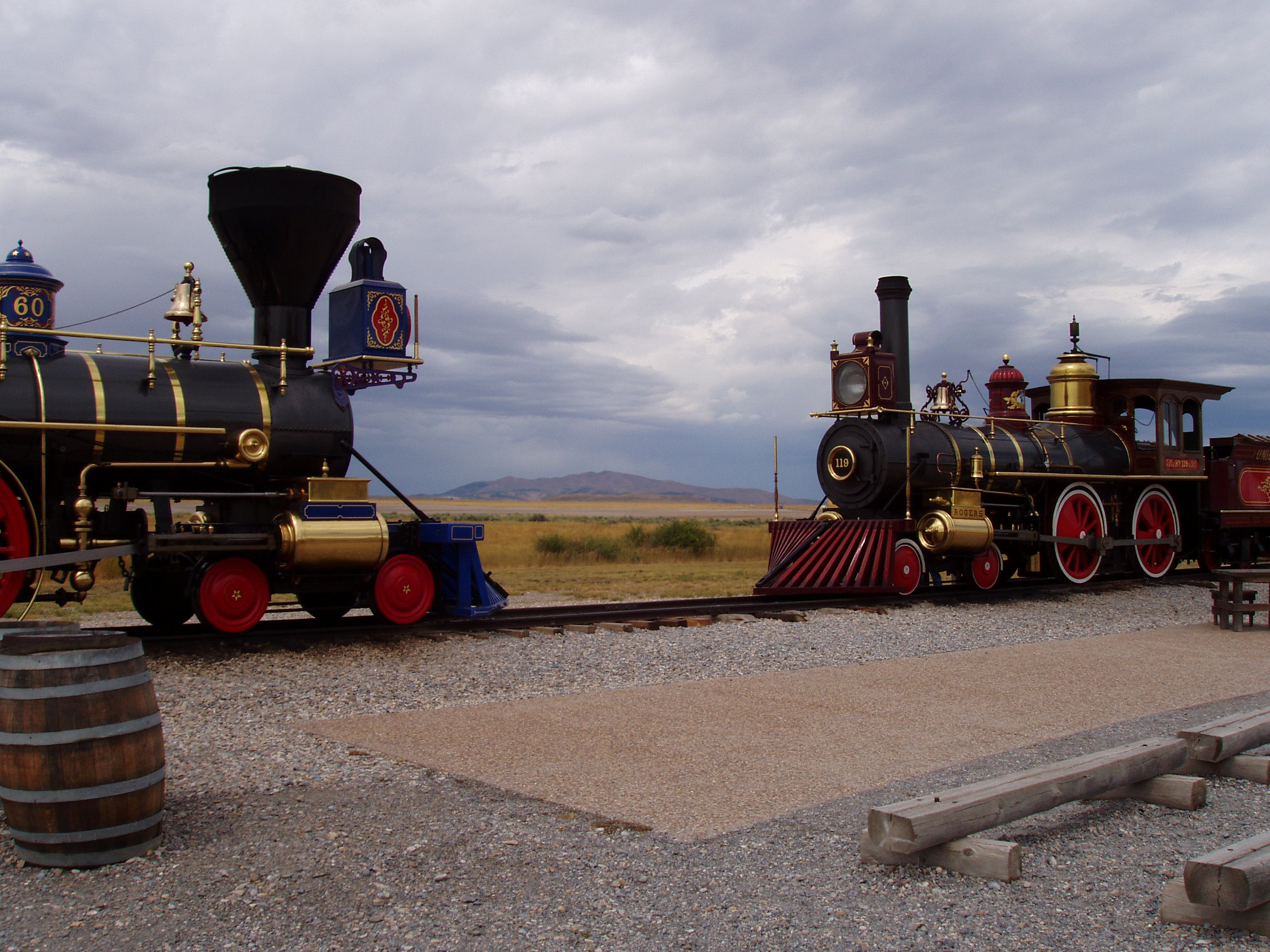
Réplica de las locomotoras UP #119 y Jupiter #60 construidas para la celebración del centenario del ferrocarril transcontinental.

Aunque ya no exista una vía férrea continua que atraviese Promontory, una sección de vía fue colocada de nuevo para los actos del centenario de la construcción del primer ferrocarril transcontinental estadounidense en 1969. Además, el National Park Service tiene en el lugar dos réplicas exactas de las locomotoras UP #119 y Jupiter #60 construidas en California en los años 1970. Las locomotoras originales fueron desguazadas hace mucho tiempo. Ambas máquinas funcionan durante temporadas estacionales.